# Saint Kilda-szigetcsoport
A Saint Kilda-szigetcsoport (skót gael nyelven Hiort) az Egyesült Királysághoz tartozik, azon belül Skóciához.

## Földrajz

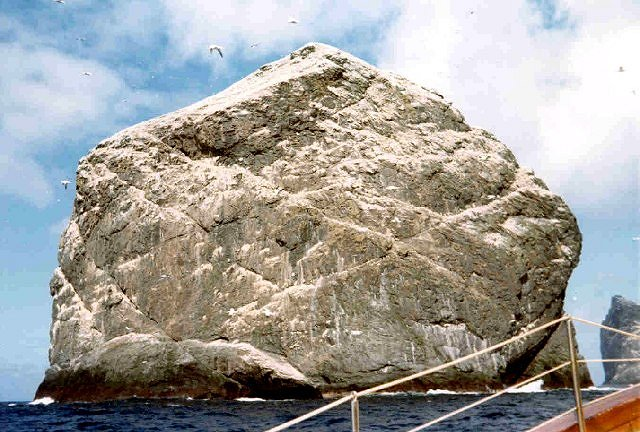
A Stac Lee

Az Atlanti-óceán északkeleti részén, a Külső-Hebridáktól 64 km-re nyugatra található vulkanikus eredetű  szigetcsoport. Összterülete 8,5 km².

### Szigetek
A három legnagyobb sziget (csökkenő sorrendben):
- Hirta (6,7 km²)
- Soay (0,99 km²)
- Boreray (0,86 km²)

Körülöttük több kisebb sziget található, mint a Dùn, Stac Levenish, Stac Lee és a Stac an Armin.  
A szigetcsoport legmagasabb pontja a 430 m magas Conachair Hirta szigetén, amelynek északi oldalán egy 300 méter magas függőleges sziklafal van. Boreray 384 m, Soay 378 m magasra nyúlik, így ez a társulás Nagy-Britannia legmagasabb tengeri sziklacsoportja. Mellettük van még néhány függőleges kőoszlop, a legmagasabb a Stac an Armin, amely 196 m magas, a Stac Lee pedig 172 m.

### Élővilág
A szigetcsoport  több nagy létszámú tengerimadár-kolóniának ad otthont. A világ egyik legnagyobb, 60 000 párt számláló szula-fészkelőhelye mellett itt van Nagy-Britannia legnagyobb északi sirályhojsza-telepe, a sziklákon kb. 30 000 pár költ. Jelentős a lundák száma is. A szigetcsoporton nincsenek fák, s ennek oka a hűvös nyarakban és a nagy viharokban keresendő. Így a növényzetet a sovány gyep, a moha és a törpecserje képviseli.

## Történelem

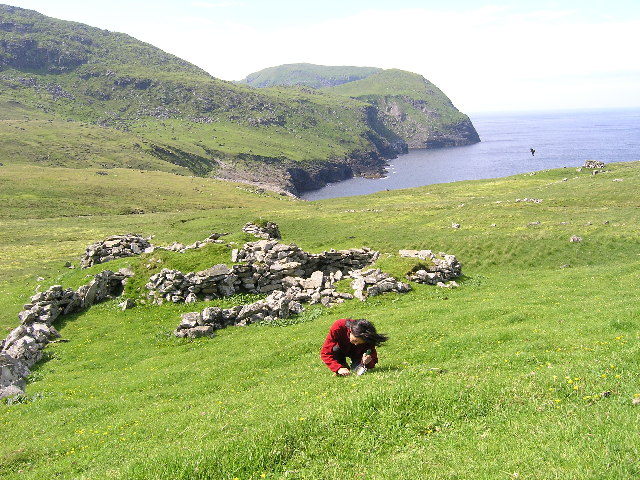
Gleann Mòr

A szigetcsoport már a történelem előtti idők óta folyamatosan lakott volt, de a lakosság létszáma drasztikusan visszaesett, amikor a 19. században sokan kivándoroltak az Egyesült Államokba és Ausztráliába. Az otthon maradottakat pedig különböző betegségek tizedelték. 1930. augusztus 29-én költöztették el a szigeteken maradt utolsó 36 lakost.
A szigetcsoport szárazföldi területe már 1986-ban a világörökség védelme alá került, majd ezt terjesztették ki 2003-ban a körülötte fekvő tengerre, így ma a védelem alá eső terület nagysága 225 km². 2005 júliusában a Saint Kilda-szigetcsoport megkapta mindkét világörökségi státuszt, a természetit és a kulturálist is.